# Pseudozonitis vogti
Pseudozonitis vogti är en skalbaggsart som beskrevs av Dillon 1952. Pseudozonitis vogti ingår i släktet Pseudozonitis och familjen oljebaggar. Inga underarter finns listade i Catalogue of Life.